# Vasavi College of Engineering
Vasavi College of Engineering är en teknisk högskola i Indien. Den grundades 1981.